# 90

## Hlavy států
- Papež – Anaklét? (78/79–88/89/90/91) » Klement I.? (88/89/90/91/92–97/98/99/100/101)
- Římská říše – Domitianus (81–96)
- Parthská říše – Pakoros (77/78–114/115)
- Kušánská říše – Kudžúla Kadphises (30–90) » Vima Takto (90–113)
- Čína, dynastie Chan (206 př. n. l. – 220 n. l.)